# Michaił Jefriemow (polityk)
Michaił Timofiejewicz Jefriemow (ros. Михаи́л Тимофе́евич Ефре́мов, ur. 22 maja 1911 we wsi Nikołajewka w guberni samarskiej, zm. 19 marca 2000 w Moskwie) – radziecki działacz partyjny i państwowy, członek KC KPZR (1956-1976), zastępca przewodniczącego Rady Ministrów ZSRR (1965-1971).
1922-1927 mieszkał w domu dziecka w Korsuniu, 1927-1928 kierownik wydziału propagandy i agitacji i sekretarz Wiejskiego Samarskiego Komitetu Komsomołu. 1928-1931 uczeń technikum energetycznego w Samarze, od 1932 w WKP(b), 1933-1934 służył w Armii Czerwonej, 1934-1938 zastępca głównego mechanika i główny energetyk w elektrowni w Kujbyszewie, 1936-1941 studiował w Instytucie Przemysłowym w Kujbyszewie, potem był głównym elektrykiem na budowie elektrowni w Czapajewsku. Od 1942 funkcjonariusz partyjny, instruktor i szef wydziału, 1943-1945 zastępca sekretarza komitetu obwodowego, 1945-1947 ponownie kierownik wydziału, 1947-1948 zastępca sekretarza komitetu obwodowego i kierownik wydziału, 1948-1951 kierownik wydziału, 1951-1952 II sekretarz, a od 21 października 1952 do grudnia 1959 I sekretarz Komitetu Obwodowego WKP(b)/KPZR w Kujbyszewie. 1959-1961 kierownik wydziału organów partyjnych KC KPZR na Rosyjską FSRR, członek Biura KC ds. Rosyjskiej FSRR. Od marca 1961 do grudnia 1962 I sekretarz Obwodowego Komitetu KPZR w Czelabińsku. Od 7 grudnia 1962 do 16 stycznia 1963 szef Biura Organizacyjnego Obwodowego Komitetu KPZR w Gorkim ds. produkcji przemysłowej. Od stycznia 1963 do grudnia 1964 I sekretarz Gorkowskiego Przemysłowego Obwodowego Komitetu KPZR, od grudnia 1964 do listopada 1965 I sekretarz Gorkowskiego Obwodowego Komitetu KPZR. Od 11 listopada 1965 do 29 października 1971 zastępca przewodniczącego Rady Ministrów ZSRR. Od 30 października 1971 do 7 marca 1975 ambasador ZSRR w NRD, a od 10 marca 1975 do 26 października 1986 w Austrii. Następnie na emeryturze. Deputowany do Rady Najwyższej ZSRR od 4 do 8 kadencji. 1956-1976 członek KC KPZR. Pochowany na Cmentarzu Kuncewskim.

## Odznaczenia
- Order Lenina (trzykrotnie)
- Order Rewolucji Październikowej (21 maja 1981)
- Order Czerwonego Sztandaru Pracy
- Order Przyjaźni Narodów
- Order Czerwonej Gwiazdy (1945)
- Odznaka Honorowa za Zasługi dla Republiki Austrii